# Список космических аппаратов, исследовавших карликовые планеты и астероиды
Список автоматических межпланетных станций, исследовавших карликовые планеты и астероиды. Первые исследования малых планет осуществляли АМС, основной целью которых были внешние планеты Солнечной системы, а изучение астероидов являлось дополнительной задачей, в том случае, если орбита аппарата проходила вблизи от какого-нибудь астероида. Только в 1996 году была запущена миссия NEAR Shoemaker, спланированная специально для изучения астероида Эрос и посадки на его поверхность.
По состоянию на весну 2025 года при помощи АМС было изучено 19 астероидов (три из которых имеют спутники) и две карликовые планеты Плутон (вместе с его спутниками) и Церера. С поверхности трех астероидов: Итокава, Рюгу и Бенну на Землю были доставлены образцы грунта. Все три относятся к группе Аполлонов и имеют орбиты приближающиеся к орбите Земли.

## Список
| №  | Космический аппарат | Страна | Изображение АМС          | Дата запуска АМС | Исследуемый объект | Фотография                        | Время работы                              | Особенности миссии                                                                                                   | Результат |
| -- | ------------------- | ------ | ------------------------ | ---------------- | ------------------ | --------------------------------- | ----------------------------------------- | --- | --- |
| 1  | Галилео             | США    |                          | 18 октября 1989  | (951) Гаспра       |                                   | 29 октября 1991                           | пролетная траектория                                                                                                 | Исследование и фотографирование с расстояния 1600 км. |
| 1  | Галилео             | США    | (243) Ида                | 18 октября 1989  |                    | 28 августа 1993                   | пролетная траектория                      | Максимальное сближение 2390 км. Открытие спутника Иды Дактиля.                                                       | |
| 2  | NEAR Shoemaker      | США    |                          | 17 февраля 1996  | (253) Матильда     |                                   | 27 июня 1997                              | пролетная траектория                                                                                                 | Исследование и фотографирование с расстояния 1212 км. |
| 2  | NEAR Shoemaker      | США    | (433) Эрос               | 17 февраля 1996  |                    | 14 февраля 2000 - 28 февраля 2001 | искусственный спутник астероида и посадка | Первый искусственный спутник астероида (около года) и затем мягкая посадка на поверхность.                           | |
| 3  | Кассини-Гюйгенс     | США    |                          | 15 октября 1997  | (2685) Мазурский   |                                   | 23 января 2000                            | пролетная траектория                                                                                                 | Минимальное расстояние 1,6 млн км. |
| 4  | Deep Space 1        | США    |                          | 24 октября 1998  | (9969) Брайль      |                                   | 29 июля 1999                              | пролетная траектория                                                                                                 | Минимальное расстояние 26 км, однако сбой системы ориентации не позволил полностью выполнить программу исследований. |
| 5  | Стардаст            | США    |                          | 7 февраля 1999   | (5535) Аннафранк   |                                   | 2 ноября 2002                             | пролетная траектория                                                                                                 | Сближение с астероидом до 3079 км. Основная задача зонда - исследование короткопериодических комет 81P/Вильда и 9P/Темпеля. |
| 6  | Хаябуса             | Япония |                          | 9 мая 2003       | (25143) Итокава    |                                   | 12 сентября 2005 - 4 февраля 2009         | посадка и доставка на Землю образцов                                                                                 | Две посадки на астероид. 13 июня 2010 года на Землю доставлена капсула с образцами |
| 7  | Розетта             | ESA    |                          | 2 марта 2004     | (2867) Штейнс      |                                   | 5 сентября 2008                           | пролетная траектория                                                                                                 | Исследования с пролетной траектории. Основная цель миссии комета 67P/Чурюмова — Герасименко. |
| 7  | Розетта             | ESA    | (21) Лютеция             | 2 марта 2004     |                    | 10 июля 2010                      | пролетная траектория                      | | Исследования с пролетной траектории. Основная цель миссии комета 67P/Чурюмова — Герасименко. |
| 8  | Новые горизонты     | США    |                          | 19 января 2006   | (132524) APL       |                                   | 11-13 июня 2006                           | пролетная траектория                                                                                                 | Минимальное расстояние около 102 000 км. |
| 8  | Новые горизонты     | США    | Плутон                   | 19 января 2006   |                    | 15 июля 2015                      | пролетная траектория                      | Первое исследование Плутона и его спутников космическим аппаратом                                                    | |
| 8  | Новые горизонты     | США    | (486958) Аррокот         | 19 января 2006   |                    | 1 января 2019                     | пролетная траектория                      | Первое исследование космическим аппаратом астероида из пояса Койпера                                                 | |
| 9  | Dawn                | США    |                          | 27 сентября 2007 | (4) Веста          |                                   | 16 июля 2011 - 5 сентября 2012            | искусственный спутник астероида                                                                                      | Больше года работал на орбите искусственного спутника Весты |
| 9  | Dawn                | США    | Церера                   | 27 сентября 2007 |                    | 23 апреля 2015 - 1 ноября 2018    | искусственный спутник карликовой планеты  | Больше трех лет работал на орбите искусственного спутника Цереры, где и остался после того, как закончилось топливо. | |
| 10 | Чанъэ-2             | Китай  |                          | 1 октября 2010   | (4179) Таутатис    |                                   | 13 декабря 2012                           | пролетная траектория                                                                                                 | Фотографирование астероида с расстояния 3,2 километра. |
| 11 | Хаябуса-2           | Япония |                          | 3 декабря 2014   | (162173) Рюгу      |                                   | 28 июня 2018 - 13 ноября 2019             | посадка, забор и доставка образцов грунта                                                                            | Сложная миссия с высадкой на поверхность двух малых посадочных модулей и германо-французского исследовательского модуля MASCOT. Сам аппарат после двух удачных посадок, доставил капсулу с образцами на Землю и на октябрь 2023 года находится на пути к двум другим астероидам. |
| 11 | Хаябуса-2           | Япония | (98943) 2001 CC21        | 3 декабря 2014   |                    | планируется в июле 2026           | пролетная траектория                      | | Сложная миссия с высадкой на поверхность двух малых посадочных модулей и германо-французского исследовательского модуля MASCOT. Сам аппарат после двух удачных посадок, доставил капсулу с образцами на Землю и на октябрь 2023 года находится на пути к двум другим астероидам. |
| 11 | Хаябуса-2           | Япония | 1998 KY26                | 3 декабря 2014   |                    | планируется в июле 2031           | сближение с астероидом                    | | Сложная миссия с высадкой на поверхность двух малых посадочных модулей и германо-французского исследовательского модуля MASCOT. Сам аппарат после двух удачных посадок, доставил капсулу с образцами на Землю и на октябрь 2023 года находится на пути к двум другим астероидам. |
| 12 | OSIRIS-REx          | США    |                          | 8 сентября 2016  | (101955) Бенну     |                                   | 31 декабря 2018 - 10 мая 2021             | посадка и взятие проб грунта                                                                                         | Два года работал на орбите искусственного спутника Бенну. 24 сентября 2023 доставил на Землю капсулу с образцами грунта |
| 12 | OSIRIS-REx          | США    | (99942) Апофис           | 8 сентября 2016  |                    | планируется в апреле 2029         |                                           | | Два года работал на орбите искусственного спутника Бенну. 24 сентября 2023 доставил на Землю капсулу с образцами грунта |
| 13 | Люси                | США    |                          | 16 октября 2021  | (152830) Динкинеш  |                                   | 1 ноября 2023                             | пролетная траектория                                                                                                 | Сближение с астероидом до 425 км. |
| 13 | Люси                | США    | (52246) Дональдджохансон | 16 октября 2021  |                    | 20 апреля 2025                    | пролетная траектория                      | Сближение с астероидом до 960 км.                                                                                    | |
| 13 | Люси                | США    | (3548) Эврибат           | 16 октября 2021  |                    | ожидается в августе 2027          | пролетная траектория                      | Планируется исследование еще пяти троянских астероидов Юпитера.                                                      | |
| 13 | Люси                | США    | (15094) Полимела         | 16 октября 2021  |                    | ожидается в сентябре 2027         | пролетная траектория                      | Планируется исследование еще пяти троянских астероидов Юпитера.                                                      | |
| 13 | Люси                | США    | (11351) Левк             | 16 октября 2021  |                    | ожидается в апреле 2028           | пролетная траектория                      | Планируется исследование еще пяти троянских астероидов Юпитера.                                                      | |
| 13 | Люси                | США    | (21900) Орус             | 16 октября 2021  |                    | ожидается в ноябре 2028           | пролетная траектория                      | Планируется исследование еще пяти троянских астероидов Юпитера.                                                      | |
| 13 | Люси                | США    | (617) Патрокл - Менетий  | 16 октября 2021  |                    | ожидается в марте 2033            | пролетная траектория                      | Планируется исследование еще пяти троянских астероидов Юпитера.                                                      | |
| 14 | DART                | США    |                          | 24 ноября 2021   | (65803) Дидим      |                                   | 26 сентября 2022                          | столкновение | Для изменения орбиты астероида, DART столкнулся со спутником Дидима Диморфом. Небольшой итальянский аппарат LICIACube вел наблюдение и оценивал результат. |
| 15 | LICIACube           | Италия |                          | 24 ноября 2021   | Диморф             |                                   | 26 сентября 2022                          | пролетная траектория                                                                                                 | Для изменения орбиты астероида, DART столкнулся со спутником Дидима Диморфом. Небольшой итальянский аппарат LICIACube вел наблюдение и оценивал результат. |
| 16 | Психея              | США    |                          | 13 октября 2023  | (16) Психея        |                                   | ожидается в августе 2029                  | искусственный спутник                                                                                                | Работа на орбите искусственного спутника астероида |
| 17 | Гера                | ESA    |                          | 7 октября 2024   | (65803) Дидим      |                                   | ожидается в декабре 2026 года             | искусственный спутник астероида                                                                                      | Оценка результатов столкновения аппарата DART со спутником Дидима Диморфом |
| 17 | Гера                | ESA    | Диморф                   | 7 октября 2024   |                    |                                   | ожидается в декабре 2026 года             | искусственный спутник астероида                                                                                      | Оценка результатов столкновения аппарата DART со спутником Дидима Диморфом |
| 18 | Тяньвэнь-2          | Китай  |                          | 28 мая 2025      | (469219) Камоалева |                                   | ожидается в 2026 году                     | искусственный спутник астероида                                                                                      | Забор и доставка образцов грунта на Землю, далее исследование объекта (7968) Эльст — Писарро. |